# Humpty Dumpty

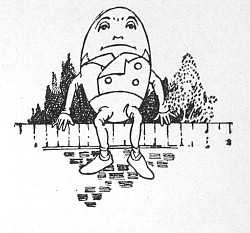
Humpty Dumpty arriba del muro, antes de caer.

Humpty Dumpty es un personaje de una canción infantil inglesa. Aunque no se describe explícitamente como tal, suele representarse como un huevo antropomórfico. En algunas versiones en español su nombre se traduce como Zanco Panco o Tentetieso. Hay un relato sobre la guerra civil inglesa que cuenta que, en 1648, durante el asedio a la ciudad amurallada de Colchester por las tropas Parlamentaristas de Oliver Cromwell, estas derribaron un poderoso y enorme cañón que los Carlistas tenían sobre uno de los muros y que, al acudir los hombres del rey a intentar moverlo para ponerlo sobre otro muro, no pudieron debido al peso que tenía, lo que daría sentido a los versos de la rima.
El texto moderno más común de la rima es:
Humpty Dumpty sat on a wall,

Humpty Dumpty had a great fall.

All the king's horses and all the king's men

Couldn't put Humpty together again.
Humpty Dumpty se sentó en un muro,

Humpty Dumpty tuvo una gran caída.

Ni todos los caballos ni todos los hombres del Rey

pudieron a Humpty recomponer.
La rima original, de 1810, no menciona que Humpty Dumpty es un huevo. De hecho, la rima es un acertijo. En la jerga inglesa de la época, Humpty Dumpty se usaba para designar a alguien torpe y pequeño. La clave del acertijo residía en el hecho de que alguien torpe no iba necesariamente a sufrir daños irreparables de una caída, al menos no tanto como los que un huevo sufriría. La rima ya no se utiliza como acertijo, ya que la respuesta es ampliamente conocida.
Fue publicado por primera vez en 1810, en una versión de Gammer Gurton's Garland del siguiente modo:
Humpty Dumpty sate [sic] on a wall,

Humpti Dumpti [sic] had a great fall;

Threescore men and threescore more,

Cannot place Humpty dumpty as he was before.
Humpty Dumpty estaba sentado en un muro,

Humpty Dumpty sufrió una gran caída.

Ni sesenta hombres, ni sesenta hombres más

pudieron a Humpty arreglar jamás.

## En otros medios

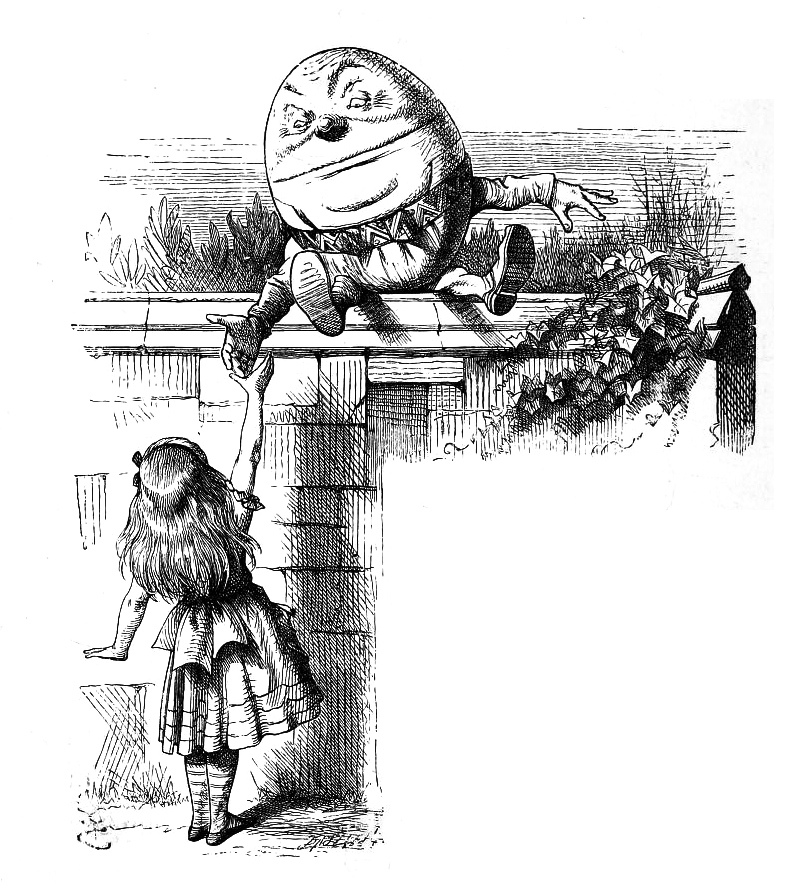
Humpty Dumpty y Alicia, en A través del espejo y lo que Alicia encontró allí. Ilustración de John Tenniel.

### Literatura
- Humpty Dumpty ha sido retomado en muchas obras artísticas posteriores. La más famosa es quizás su aparición en A través del espejo y lo que Alicia encontró allí (1871), de Lewis Carroll (quien, en su traducción al español, se le conoce como Zanco Panco). En la obra, Humpty Dumpty discute semántica y pragmatismo con la heroína Alicia, y le explica, a su manera, el significado de las palabras extrañas del poema "Jabberwocky".
- La rima sobre Humpty Dumpty también se ha utilizado como referencia en diversas obras literarias de relevancia, incluso como un motivo recurrente sobre la caída del hombre en la novela cómica/experimental Finnegans Wake (1939) de James Joyce.
- En la correspondencia del poeta francés Antonin Artaud el personaje es mencionado en dos cartas fechadas en 1943.[5]
- La rima también desempeña un papel importante en la novela La Segunda Muerte de Ramón Mercader (escrita en francés y publicada en 1969) del escritor español Jorge Semprún.
- Del mismo modo, Humpty Dumpty es mencionado en la novela de Paul Auster, publicada en 1985, titulada Ciudad de cristal (que forma parte de La trilogía de Nueva York), cuando dos personajes dicen que él es "la más pura encarnación de la condición humana" y citan extensamente la obra de Lewis Carroll.
- Humpty Dumpty es retomado en una obra literaria independiente, esta vez como un aventurero (https://litnet.com/es/sonia-soldevila-u756770 (enlace roto disponible en Internet Archive; véase el historial, la primera versión y la última).). La obra se llama "Wonderland: El Origen de Alicia", que viene tomando elementos del tema Vocaliod "los sacrificios humanos de Alicia" y los renueva. Esta vez, el personaje es un Aventurero que ayuda a "La cuarta Alicia" en su viaje por Wonderland.

### Música
- Humpty Dumpty es mencionado en la canción "I'm Sitting On Top Of The World", con música escrita por Ray Henderson, letra de Sam M. Lewis y Joe Young; la canción se publicó en 1925. Una breve mención a esta canción aparece en el final del cuarto capítulo de la segunda temporada de la serie Farscape.
- Humpty Dumpty da título a un tema de jazz del pianista estadounidense Chick Corea del álbum The Mad Hatter (1978), donde todos los nombres de las canciones derivan del célebre libro de Lewis Carroll.
- Asimismo, es el tema central de una canción de Travis, llamada "The Humpty Dumpty Love Song", del álbum "The Invisible Band" (2001) y también personaje principal del vídeo "Coming Around", del álbum recopilatorio "Singles".
- También la cantautora estadounidense Aimee Mann, en su CD del 2002 Lost In Space, compone una canción titulada "Humpty Dumpty" en honor al personaje y lo compara con su vida sentimental en ruptura, además modifica la rima de la siguiente manera: All the king's horses and all the king's men couldn't put baby together again.
- El grupo pop sueco ABBA lo menciona en su canción más roquera,'On and on and on' como una metàfora de alguien que tiene miedo de caerse de lo alto de una pared.
- El dúo Karmina lo menciona en su canción "All The King's Horses". [All the king's horses and all the king's men/ Couldn't put me back together again]
- En internet circula un audio del músico inglés Paul McCartney cantando una versión Rap de esta Rima
- En la canción "The Archer" de la cantautora estadounidenseTaylor Swift se menciona la frase [All the king's horses, all the king's men]
- En la canción con el mismo nombre "Humpty Dumpty" de AJR se hace referencia a este personaje, dando el mensaje de como se está aparentemente bien en el exterior pero por dentro no se está completamente bien, citando el siguiente texto "Humpty Dumpty, when Humpty Dumpty; when Humpty Dumpty went down. he said: 'Screw it I'ma smile right through it; and I'll scream when no one's around'".
- "Humpty" es una canción de Mitski, donde se hace alusión al personaje cuando habla de las "cáscaras de huevo", que intenta recojer del suelo. Estas representan algo que ella misma rompió, y continúa rompiéndose más cuando sigue tratando de arreglarlo

### Cine y televisión
- En el anime Cardcaptor Sakura, en el episodio 55, aparece siendo personificado por Tomoyo, mientras Sakura se encuentra en el libro de Alicia en el país de las maravillas.

- En un comercial de Kinder Sorpresa de 1984, se veía una versión distinta del célebre huevo. Esta publicidad, al resultar perturbadora para bastantes niños (por el realismo de su cara y las expresiones faciales que hacía), tuvo que retirarse de la televisión.

- En el programa de televisión Planeta imaginario, el personaje aparece en varios episodios.

- En la serie de animación Daniel el travieso, en el episodio "Daniel en el país de las maravillas" el personaje aparece siendo representado por el Señor Wilson.

- En la franquicia de Shrek, Humpty Dumpty aparece como un personaje antagonista en la película El Gato con Botas (2011), siendo conocido como Humpty Alexander Dumpty. No obstante el personaje ya había sido presentado en la película directa a DVD Shrek 3-D, donde aparece su lápida, que irónicamente sufre el mismo fin que el huevo antropomórfico al ser derribada accidentalmente.

- En la serie de televisión de Cartoon Network The Grim Adventures of Billy & Mandy, Humpty Dumpty aparece en una versión distinta de la rima que Mandy cuenta a Billy:

Humpty Dumpty se sentó en un muro
Humpty Dumpty desde allí cayó
fue una caída impresionante
una gran gran gran caída
y él cayó y cayó y cayó
todos los caballos y todos los hombres 
y todos los hambrientos súbditos del rey
desayunaron, comieron y cenaron huevo
una y otra y otra vez.
- "Humpty Dumpty" fue el título de un episodio de la serie House, emitido en 2005.

- En la película Mi Villano Favorito 2 (2013) se hace mención de Humpty Dumpty al decir que el protagonista, Gru, está calvo y tiene cabeza de huevo.

- En la película Misión imposible 3, el agente Ethan (Tom Cruise) tiene como nombre en clave Humpty Dumpty; ya que debe escalar un muro para acceder a la Ciudad del Vaticano.

- En la franquicia Ever After High aparece no caracterizado como un huevo, sino como un humano.

- En la serie Tyrant, en el episodio 1x07, se hace mención a la rima. Bassam dice a su hermano Jamal: All the king's horses and all the king's men. I finally get it, Jamal. I do.

- En la serie preescolar animada estadounidense Goldie & Bear, Humpty Dumpty es un huevo amante de los libros que generalmente se llama Humpty. A menudo se lo ve leyendo uno de sus libros en su muro de piedra o nadando con su grupo de huevos conocido como Sunny Side Up Club.

- En la película Alicia a través del Espejo. Alicia tiene un encuentro con Humpty Dumpty en el cuarto del país de las maravillas, durante un juego de ajedrez, el huevo cae por la torpeza de Alicia y las fichas del ajedrez ayudan a repararlo.

### Ilusionismo
- En el libro Tarbell Course Of Magic Volumen 2 aparece un truco llamado "Humpty Dumty Outdone".[6] El truco consiste en envolver un huevo con un pañuelo, romper el huevo y, tras un pase mágico, sacarlo restaurado. En el guion del truco se menciona la canción original del Huevo que se utiliza como presentación del efecto mágico.